# Joaquín García Labella
Joaquín García Labella (Granada, 10 de abril de 1905- Granada, 25 de agosto de 1936) fue un político, jurista y catedrático universitario español, ejecutado víctima de la represión del bando franquista durante la Guerra Civil.

## Biografía
Licenciado en Derecho por la Universidad de Granada con premio extraordinario, marchó a Francia donde completó estudios con los juristas Léon Duguit y Roger Bonnard y en el Reino Unido en la London School of Economics. En 1926 se doctoró en la Universidad Central de Madrid, accediendo por oposición a una plaza de catedrático de derecho administrativo al año siguiente. Su primer destino fue la Universidad de Santiago de Compostela, que por edad debió compatibilizar con la prestación del servicio militar obligatorio. Sufrió la represión de la dictadura de Primo de Rivera cuando la mayoría de las universidades alzaron su voz contra el régimen. 
Se trasladó después a la Universidad de Salamanca, como catedrático de derecho político, compatibilizando su trabajo con el de magistrado de la Audiencia Provincial en la sala de lo contencioso-administrativo. Por permuta con José María Gil-Robles se estableció definitivamente en la universidad granadina. Con la proclamación de la República tras las elecciones municipales de 1931, fue nombrado gobernador civil de La Coruña (hasta junio del mismo año). Incorporado a Acción Republicana (AR) primero, y a Izquierda Republicana (IR) después, en 1932 ocupó el gobierno civil de Cádiz y al año siguiente el de Sevilla. En 1933 ocupó durante un tiempo el cargo de director general de Administración Local, retirándose de la política activa para reincorporarse a la cátedra granadina, si bien permaneció como asesor jurídico en el ayuntamiento de Granada.
Tras el triunfo en Granada del golpe de Estado de julio de 1936, que daría origen a la Guerra Civil, fue detenido por orden escrita el 3 de agosto acusado de esconder armas en el ayuntamiento. Consciente de los fusilamientos en el cementerio de Granada que se sucedían sin interrupción y temiendo por su vida, el 13 de agosto, desde la Prisión Provincial de Granada, le escribió una carta de súplica al capitán sublevado José Nestares Cuéllar, de filiación falangista, en la que se ofrecía para combatir en el bando sublevado, abjuraba de sus ideas y amistades y abrazaba la religión católica. Nestares consiguió sacarlo de la prisión y llevárselo bajo su «protección» a «La Colonia», en Víznar, siniestro lugar donde eran trasladados los condenados a muerte para su inmediato fusilamiento. En «La Colonia» García Labella formó parte de un grupo de presos (entre los que contaban el catedrático de Química Jesús Yoldi, los concejales del Ayuntamiento Manuel Salinas Pérez, de Izquierda Republicana, y José Valenzuela Marín, socialista, y el exgobernador civil de Jaén Francisco Rubio Callejón) encargados del enterramiento de los fusilados. En esa tarea serían relevados por un grupo de prisioneros masones que sufrieron, además, en ocasiones, la humillación de ponerse el mandil que los identificaba como tales. Después, Nestares lo incorporó a su unidad. «El día 15 de agosto, fiesta grande —escribe Molina Fajardo—, se había escogido para ondear la bandera roja y gualda en los centros oficiales. Después de una misa de campaña y desde el balcón del Ayuntamiento de Víznar, Joaquín García Labella lanzó una alocución, una vez tremolada la bandera». El 23 de agosto, el gobernador civil, comandante Valdés Guzmán, visitó el sector. Un teniente coronel retirado de la guardia civil, Isidoro Torres Soto, cuyo hijo había sido fusilado por los sublevados por «tendencias izquierdistas», se quejó de que en «La Colonia» se «dejase actuar con libertad a ciertos presos, profesores de Universidad, que le habían imbuido las ideas» que le habían costado la vida a su hijo. Un día después, por orden de la Comandancia Militar, un alférez fue a recoger a Víznar a García Labella, Rubio Callejón y otros detenidos para llevarlos a Granada. A García Labella se le comunicó el traslado a Granada mediante engaño al decirle que iba a pasar unos días visitando a su mujer y su hija, pero no fue así, siendo juzgado de manera sumaria y fusilado en el cementerio de San José junto a otros 37 presos, entre ellos Rubio Callejón, el 25 de agosto.